# Antverpská univerzita
Antverpská univerzita (nizozemsky Universiteit Antwerpen) je veřejná univerzita sídlící v Antverpách. Kořeny školy sahají do roku 1852; samostatná univerzita však vznikla až v roce 2003 sloučením tří škol: RUCA, UFSIA a UIA. Vyučuje se zde například filozofie, lékařství nebo politické vědy.